# アンジェイ・ズラウスキー
アンジェイ・ズラウスキー （Andrzej Żuławski [ˈandʐɛj ʐuˈwafskʲi], 1940年11月22日 - 2016年2月17日） は、ポーランドの映画監督。ポーランド語読みではアンジェイ・ジュワフスキ。

## 来歴
1940年、当時ソビエト連邦の占領下にあったポーランドのルヴフ （現在のウクライナ・リヴィウ） に、作家ミロスワフ・ジュワフスキの息子として生まれる。大叔父（父方の祖父の兄弟）には作家イェジイ・ジュワフスキがいる。
1957年から1959年までフランスに留学。パリの高等映画学院で学ぶ。1960年から1966年までアンジェイ・ワイダの助監督を務めた。その間、ワルシャワ大学哲学科とパリ政治学院で学ぶ。また、この時期から映画批評や詩作を発表。
1967年に短編テレビ映画『Pavoncello』で演出家としてデビュー。1971年に父ミロスワフとの共同脚本で長編映画処女作となる『夜の第三部分』を発表。ポーランド映画祭新人作品賞、アンジェイ・ムンク賞、コシャーリン映画祭グランプリを受賞する。しかし、翌1972年に監督した第2作『悪魔』がポーランド国内で上映禁止処分を受ける。そのため、次作『L'important c'est d'aimer』（1975年）をフランスで製作する。同作は主演のロミー・シュナイダーにセザール賞主演女優賞をもたらした。
その後、1981年の『ポゼッション』が第34回カンヌ国際映画祭のコンペティション部門で上映され、主演のイザベル・アジャーニが女優賞を受賞。世界的に注目されるようになる。アジャーニは本作でセザール賞の主演女優賞も受賞している。
1985年の『狂気の愛』からは本作をきっかけにその後、長年に渡るパートナー関係となる女優ソフィー・マルソーを主演に迎えた作品を多く製作。
1988年には大叔父イェジーの代表作「月三部作」の第1部『銀球で』を原作にしたSF映画『シルバー・グローブ/銀の惑星』を発表。第41回カンヌ国際映画祭ある視点部門で上映される。本作は1977年に長編4作目として製作を開始していたものの、後にポーランド政府から製作中止命令を受けており、実に10年越しでの完成となった。
2000年に監督した『女写真家ソフィー』(DVD題／原題の「フィデリテ」で上映会もあり)を最後に作品の発表がなかったが、2014年、14年ぶりの監督作『Matière Noire （英題：Dark Matter）』を製作することが明らかとなった。同作はヴィトルド・ゴンブローヴィッチの同名小説を原作とした『Cosmos』として2015年に完成し、ロカルノ映画祭の正式出品作となり監督賞を受賞した。
2016年2月17日、癌のためワルシャワで死去。満75歳没。

### 私生活
女優マウゴジャータ・ブラウネックと結婚、1971年に息子クサヴェリ・ジュワフスキが生まれるが、後に離婚。クサヴェリは後にテレビドラマの演出家となる。
26歳年下の女優ソフィー・マルソーと長く事実婚の関係にあり、1995年に息子ヴァンサンが生まれるが、後に関係を解消している。

## 作品
- Pavoncello （1967年） 短編テレビ映画
- Piesn triumfujacej milosci （1969年） 短編テレビ映画
- 夜の第三部分 La troisième partie de la nuit （1971年）
- 悪魔 Le Diable（1972年）
- 最も重要なものは愛 L'important c'est d'aimer （1975年）
- ポゼッション Possession （1981年）
- 私生活のない女 La femme publique （1984年）
- 狂気の愛 L'Amour braqué （1985年）
- シルバー・グローブ/銀の惑星 Sur le globe d'argent （1988年）
- 私の夜はあなたの昼より美しい Mes nuits sont plus belles que vos jours （1989年）
- ズラウスキーのボリス・ゴドゥノフ Boris Godounov （1989年）
- ソフィー・マルソーの愛人日記 La note bleue （1991年） ＊DVD題
- ワルシャワの柔肌 Szamanka （1996年）
- 女写真家ソフィー La Fidélité （2000年） ＊DVD題
- コスモス（英語版） Cosmos （2015年）

### その他
- サムソン Samson （1961年） 助監督・出演
- 二十歳の恋 L'amour à vingt ans （1962年） 助監督
- 灰 Popioly （1965年） 助監督
- 将軍たちの夜 The Night of the Generals （1967年） 助監督
- 美しさと哀しみと Tristesse et beauté （1985年） 出演
- 恋の病い Maladie d'amour （1987年） 原案
- 危険な関係 Les liaisons dangereuses （2003年／TVミニシリーズ） 出演

## 受賞・ノミネート
- 1971年 ポーランド映画祭新人作品賞 （『夜の第三部分』）
- 1972年 アンジェイ・ムンク賞 （『夜の第三部分』）
- 1973年 コシャーリン映画祭グランプリ （『夜の第三部分』）
- 1981年 カンヌ国際映画祭コンペティション部門出品 （『ポゼッション』）
- 1981年 サンパウロ国際映画祭批評家賞 （『ポゼッション』）
- 1983年 ポルト国際映画祭観客賞 （『ポゼッション』）
- 1984年 モントリオール世界映画祭審査員特別大賞、観客賞 （『私生活のない女』）
- 1988年 カンヌ国際映画祭ある視点部門出品 （『シルバー・グローブ/銀の惑星』）
- 2000年 カブール・ロマンチック映画祭金の白鳥賞 （『女写真家ソフィー』）